# Anselmo Citterio
Anselmo Citterio (19 de maio de 1927 — 2 de outubro de 2006) foi um ciclista italiano que participava em competições de ciclismo de pista.
Participou nos Jogos Olímpicos de 1948 em Londres, no Reino Unido, conquistando uma medalha de prata na prova de perseguição por equipes, juntamente com Rino Pucci, Arnaldo Benfenati e Guido Bernardi.